# Grzegorz Stępniak
Grzegorz Stępniak (24 de abril de 1989) es un ciclista polaco que fue profesional entre 2012 y 2019.
El 4 de diciembre de 2019 anunció su retirada a los 30 años de edad tras ocho temporadas como profesional.

## Palmarés
2012
- 1 etapa de la Dookoła Mazowsza

2013
- 2 etapas de la Dookoła Mazowsza

2014
- 1 etapa de la Carrera de la Solidaridad y de los Campeones Olímpicos

2015
- 1 etapa del Bałtyk-Karkonosze Tour
- Dookoła Mazowsza

2016
- Tour de Estonia, más 1 etapa

2017
- 1 etapa de la Szlakiem Walk Majora Hubala
- 1 etapa de la Carrera de la Solidaridad y de los Campeones Olímpicos

2018
- Tour de Estonia

2019
- 1 etapa del Wyścig Mjr. Hubala-Sante Tour

## Equipos
- CCC (2012-2016)
  - CCC Polsat Polkowice (2012-2014)
  - CCC Sprandi Polkowice (2015-2016)
- Wibatech (2017-2019)
  - Wibatech 7r Fuji (2017)
  - Wibatech Merx 7R (2018)
  - ''Wibatech Merx (2019)